# Schulbuch des Jahres
Schulbuch des Jahres ist ein Literaturpreis, der jährlich vom Georg-Eckert-Institut vergeben wird. Der Preis steht unter der Schirmherrschaft der Kultusministerkonferenz.

## Vergabe
Das Georg-Eckert-Institut zeichnet seit 2012 zusammen mit der Bundeszentrale für politische Bildung und dem didacta-Verband Herausgeber für die Entwicklung und Umsetzung innovativer Schulbuchkonzepte aus.
Der Preis wird jährlich abwechselnd an Bücher für die Grundschule, Sekundarstufe I und Sekundarstufe II in den Kategorien Sprache, Gesellschaft und MINT vergeben.
Lehrwerke können von jedermann vorgeschlagen werden. Eine Fachjury unter Leitung von Eckhardt Fuchs wählt aus allen Vorschlägen die Preisträger aus.

## Preisträger
| Jahr | Stufe            | Sprache                                                                  | Gesellschaft                                                                          | MINT                                                  |
| --- | ---------------- | ------------------------------------------------------------------------ | ------------------------------------------------------------------------------------- | ----------------------------------------------------- |
| 2012 | Sekundarstufe I  | geni@l Klick, A1. Deutsch für Jugendliche (Langenscheidt)                | Zeitreise 1 (Ernst Klett Verlag)                                                      | Navi Mathematik 7 (Bildungsverlag EINS)               |
| 2013 | Sekundarstufe II | Kombi kompakt. Deutsch in der Oberstufe, Ausgabe N (C.C. Buchner Verlag) | Histoire/Geschichte. Europa und die Welt von der Antike bis 1815 (Ernst Klett Verlag) | Biologie heute SII (Schroedel)                        |
| 2014 | Grundschule      | Zebra 3 (Klett Verlag)                                                   | Eins Zwei Drei 1 (Cornelsen Verlag)                                                   | mathe:pro – Muster und Strukturen (Westermann Verlag) |
| 2015 | Sekundarstufe I  | À toi! 1B (Cornelsen Verlag)                                             | Plan L. (Schöningh Verlag)                                                            | mathe live 5 (Ernst Klett Verlag)                     |
| 2016 | Sekundarstufe II | Green Line Oberstufe (Klett Verlag)                                      | philo (C.C. Buchner)                                                                  | /                                                     |
| 2017 | Grundschule      | Come in 1/2 (Ernst Klett Verlag)                                         | Kunst mit uns 1/2 (C.C.Buchner Verlag)                                                | Das Zahlenbuch 1 (Ernst Klett Verlag)                 |
| 2018 | Sekundarstufe I  | Highlight 5 (Cornelsen Verlag)                                           | mBook Geschichte (Cornelsen Verlag)                                                   | matheWerkstatt 9 (Cornelsen Verlag)                   |
| 2019 | Sekundarstufe II | Camden Town (Westermann Gruppe)                                          | Zeit für Geschichte (Westermann Gruppe)                                               | /¹                                                    |
| 2020 | Grundschule      | Tous ensemble primaire – Ma ville (Ernst Klett Verlag)                   | NaTech 3/4 (Lehrmittelverlag Zürich)                                                  | MiniMax 1 (Ernst Klett Verlag)                        |
| 2021 | Sekundarstufe I  | À plus! (Cornelsen Verlag)                                               | Europa – Unsere Geschichte, Band 4 (Eduversum)                                        | connected 3 (Lehrmittelverlag Zürich)                 |
| 2022 | Sekundarstufe II | Theater: Epochen und Verfahren (Westermann)                              | Terra (Klett)                                                                         | Chemie Gesamtband 11-12 (C.C.Buchner)                 |
| ¹ Im Jahr 2019 konnte in der Kategorie MINT keines der eingereichten Werke die Jury überzeugen und es wurde keine Auszeichnung verliehen. |                  |                                                                          |                                                                                       |                                                       |

## Ausblick
Für die Zukunft ist geplant, den Preis weiterzuentwickeln. Beispielsweise bestehen Überlegungen, Schüler in die Jury aufzunehmen oder digitale Add-ons oder Design noch stärker in den Fokus zu nehmen.